# Râul Râșca, Someș
Râul Râșca sau Rișca este un curs de apă, afluent al râului Someșul Cald.

## Hărți
- Harta județului Cluj